# Gnamptogenys mina
Gnamptogenys mina é uma espécie de formiga do gênero Gnamptogenys.